# Mont Muvimbu
Le mont Muvimbu est une montagne de la République démocratique du Congo, située dans le district de Tanganyika, dans le territoire de Nyunzu. Son sommet culmine à 1 227 m d’altitude. 